# Черных, Александр Александрович

Автограф

Александр Александрович Черны́х (12 сентября 1965, Воскресенск, СССР) — российский хоккеист, нападающий. Олимпийский чемпион, Заслуженный мастер спорта СССР (1988).

## Биография
Играл за «Химик» (Воскресенск) (1981/82 — 1984/85, 1987/88 — 1988/89), ЦСКА (1985/86), СКА МВО (1985/86 — 1986/87).
В мае 1989 попал в автоаварию, после чего в возрасте 23 лет завершил карьеру.
На зимних Олимпийских играх и чемпионатах мира провёл 15 матчей и забросил две шайбы. В чемпионатах СССР провёл 231 матч и забросил 59 шайб.
Выпускник МОГИФК. Тренер.

## Достижения
- 1988 — чемпион зимних Олимпийских игр
- 1989 — чемпион мира
- 1989 — чемпион Европы
- 1983, 1984 — победитель молодежного чемпионата мира
- 1983 — победитель юниорского чемпионата Европы
- 1985 — бронзовый призёр молодежного чемпионата мира
- 1982 — бронзовый призёр юниорского чемпионата Европы

### Награды
- Медаль «За трудовую доблесть» (1988)